# Coenonympha lyllus
Coenonympha lyllus är en fjärilsart som beskrevs av Eugen Johann Christoph Esper 1806. Coenonympha lyllus ingår i släktet Coenonympha och familjen praktfjärilar. Inga underarter finns listade i Catalogue of Life.